# Uncial 077
Uncial 077 (numeração de Gregory-Aland), é um manuscrito uncial grego do Novo Testamento. A paleografia data o codex para o século 5.

## Descoberta
Codex contém o texto dos Atos dos Apóstolos (13,18-29), em 1 folha de pergaminho, e foi escrito com dua colunas por página, contendo 23 linhas cada.
O texto grego desse códice é um representante do Texto-tipo Alexandrino. Aland colocou-o na Categoria II.
Actualmente acha-se no Mosteiro Ortodoxo de Santa Catarina (Harris App. 5) in Monte Sinai.